# Хауард Валентајн
Хауард Валентајн (енгл. Howard Van Nostrand Valentine; Бруклин, Њујорк, 14. децембар 1881 — Менхетн, Њујорк, 25. јун 1932) је бивши амерички атлетичар, специјалиста за трчање на средње стазе.
Као такмичар Сједињених Америчких Држава учествовао је на Летњим олимпијским играма 1904. одржаним у Сент Луису. Такмичио се у четири дисциплине: 400, 800 и 1.500 метара у појединачној конкуренцији и у екипној трци на 4 миље.
Највећи успех у појединачној конкуренцији остварио је освајањем сребрне медаље у трци на 800 м резултастом 1:56,3. У дисциплинама 400 метара поделио је од 7 до 12 места са непознатим резултатом, док је у дисциплини 1.500 метара био седми такође са непознатим резултатом.
У екипној трци на 4 миље као члан Атлетског клуба Њујорк стигао је седми, али је његова екипа укупно била прва и освојила је златну медаљу. Поред њега чланови екипе су били Артур Њутон, Џорџ Андервуд, Пол Пилгрим и Дејвид Мансон.
Хауард Валентајн је две године касније учествовао на Олимпијским међуиграма одржаним у Атини поводом обележавања десетогодишњице од одржавања првих обновљених Олиимпијских игара 1896. МОК ове међуигре и медаље освојене на њима не признаје као олимпијске. Валентејн се такмичио у трчању на 400 и 800 метара, без значајнијег успеха, јер је испао у предтакмичењу.